# Werner Lint
Werner Lint (* 4. Dezember 1978 in St. Pölten) ist ein ehemaliger Handballspieler aus Österreich.

## Karriere
Der gebürtige St. Pöltner begann seine aktive Profikarriere beim UHC Stockerau, mit welchen er in der Saison 1999/00 am City-Cup der EHF teilnahm. Von seinem Wechsel 2000 bis 2007 lief der 1,93 Meter große Kreisläufer dann für den HC Linz AG auf. Mit den Oberösterreichern nahm er sowohl 2002/03 als auch 2003/04 am EHF-Cup teil. Durch ein lukratives Angebot von Union Leoben, welche zu diesem Zeitpunkt in der Handball Bundesliga Austria spielten, wechselte er für ein Jahr in die Steiermark. In diesem Jahr wurde Union Leoben erster im Grunddurchgang der Bundesliga und stieg über das HLA-Aufstiegs Playoff auf. Nach diesem Jahr wechselte er zum UHK Krems. Gleich in der ersten Saison mit den Niederösterreichern konnte er im EHF Challenge Cup internationale Erfahrung sammeln. 2009/10 konnte er mit den Wachauern den ÖHB-Cup gewinnen und dadurch 2010/11 am  EHF Cup Winners Cup teilnehmen. Nach der Saison 2013/14 beendete der St. Pöltner seine Karriere.
Für die österreichische Nationalmannschaft absolvierte er bis Dezember 2010 32 Länderspiele, in denen er 44 Tore warf; er steht im erweiterten Aufgebot zur Weltmeisterschaft 2011.

## Erfolge
- 1× Österreichischer Pokalsieger (mit dem UHK Krems)